# 蓮花路綜合性大樓
路氹蓮花路綜合性大樓（葡萄牙語：Edifício Multifuncional na Estrada Flor de Lótus no Cotai），是一座澳門特別行政區政府擁有的商業辦公大樓，位於澳門路氹城蓮花路、蓮花大橋路氹城端出入口旁，大樓樓高25層，總建築面積約為103,000平方米，另設有三層地庫。目前該地段「樁基礎」工程已完工；「地庫連裙樓」工程已完成局部興建，用作興建澳門輕軌蓮花站兩條輕軌路線氹仔線及橫琴線轉乘通道；至於「地庫連裙樓」工程剩餘部分連同「上蓋工程」仍在規劃中。
大樓前身是路氹邊檢大樓，作為澳門與廣東省珠海市第二條陸路邊境通道，於2000年投入使用，2014年12月作為首個實施24小時通關的珠澳口岸，其後於2020年8月18日由新建成的橫琴口岸聯檢大樓所取代；原建築於2021年因興建澳門輕軌橫琴線而正式拆除。

## 歷史

### 路氹邊檢大樓
路氹邊檢大樓於2000年正式通關，作為澳門與廣東省珠海市第二條陸路連接通道，2014年12月18日正式實施24小時通關。2020年8月18日，橫琴口岸新聯檢大樓啟用，原路氹邊檢大樓的所有邊檢設施會遷至橫琴口岸澳門口岸區並一度暫作後備通關用途。

### 拆除原建築、重建規劃
2021年3月18日，澳門輕軌延伸橫琴線正式動工，原路氹邊檢大樓相關建築物在工程期間拆除。
2021年3月27日，配合橫琴線軌道及車站興建，原路氹邊檢大樓正式開展拆除工程。原建築於2022年初完成拆除，當時土地工務運輸局建議於原建築地段興建一座125米的建築，該地用途為「C1或C2類商業用地」，早在2020年的《澳門特別行政區城市總體規劃（2020－2040）》草案提出，以公共交通導向發展模式規劃路氹邊檢大樓原址及其周邊土地作商業綜合體，建設「路氹城橫琴區域合作樞紐」，並構建「知識產業科技軸帶」及「一河兩岸合作軸帶」。

### 第一期工程
2022年7月26日，樁基礎工程進行公開開標，本大樓被明確分為三個階段建造，第一期「樁基礎」、第二期「地庫連裙樓」和第三期「上蓋工程」。最終工程「樁基礎」判給得寶國際有限公司，造價4.03億，工期為307個工作天，有關工程於2023年9月完工。

### 輕軌站轉乘通道
2023年5月18日，澳門輕軌氹仔線與橫琴線車站連接通道工程宣佈開展，工期為310個工作天。兩線的轉乘層位於本大樓內的裙樓部分，為配合轉乘通道興建，於本大樓建造局部的地庫結構和裙樓結構，以及連接通道的裝修和機電工程。
2024年7月31日，澳門輕軌蓮花站車站連接通道工程竣工，被公共建設局臨時接收，至於本大樓其他範圍的工程將配合設計進度適時啟動。公共建設局局長林煒浩於2024年8月7日出席澳門立法會全體會議時表示，配合本大樓規劃及分期發展，已開展澳門一側路網重整工程，預計同年11月下旬完成。
2024年12月2日，輕軌橫琴線正式通車，轉乘通道正式啟用。

## 項目結構
蓮花路綜合性大樓是一座用作商業、辦公的樓宇，設有三層地庫及停車場，項目樓高24層，地段面積約8,204平方米，總建築面積為103,000平方米。大樓的裙樓部分已興建輕軌轉乘接駁平台，方便乘客轉乘氹仔線及橫琴線。

## 交通

### 巴士
T355 蓮花路停車場（Auto-Silo da Estrada  Flor de Lótus）
路線：15、21A、25、25B、25BS、26、26A、50、102X、701X、N3、N6
T372 蓮花路／新濠影匯（Estrada Flor de Lótus／Studio City）
路線：25B、25BS、50、102X、701X、N6

### 輕軌
- █  氹仔線／ █  橫琴線蓮花站

## 外部連結
- 公共建設局 - 路氹蓮花路綜合性大樓建造工程 - 樁基礎 （页面存档备份，存于）
- 公共建設局 - 輕軌氹仔線與橫琴線車站連接通道工程